# ACONCAGUA
『ACONCAGUA』（アコンカグア）は、WACWAC! が開発し、ソニー・コンピュータエンタテインメント (SCE)から2000年6月1日に発売されたPlayStation用のサバイバルアドベンチャーゲーム。
2000年後半にSCEの英語ウェブサイトにて公開され、北米での発売が予定されていたが、結局は発売されずに日本だけの発売となった。また、本作はSCEがアルゼンチンのゲーム市場進出拡大を狙って開発したものでもある。
プレイヤーは5人のキャラクターを操作するが、キャラクターの移動などはカーソルをダブルクリックすることでキャラクターを移動させたり、調べさせたりする。
物語の舞台は、民主化運動が激化する南米アンデス山脈の最高峰アコンカグア付近に存在する架空の軍事国家「メルーザ」。アコンカグア上空で謎の爆発事故により墜落した旅客機に乗っていた5人の乗客（日本人ジャーナリストのカトウ、エンジニアのスティーブ、アメリカ人女性ジャーナリストのジュリア、メルーザ人のパチャママとロペス）は奇跡的に助かり、絶望的な状況を生きて下山することを決意するが、謎の武装集団に襲われ、メルーザの内政を巡る陰謀に巻き込まれてゆく。

## 登場人物
5人のキャラはそれぞれ特殊技能を持っており、特徴をふまえて行動したり、数人のキャラクターを順番に行動させることが攻略の糸口になる。キャラクター同士の会話がヒントになることもある。画面下に操作が可能なキャラクター名が表示される。L1、R1ボタンを押すことで操作するキャラクターの変更が可能。
カトウ
5人のリーダー格であり、フリージャーナリストの日本人。テレビ局の取材の同行して、メルーザ民主運動の指導者パチャママを取材している。雪山登山の知識に長け、険しい絶壁を登ることができる。
パチャママ
大学で医学を学んでいたが、祖国における民主化運動の高まりから政治の道を志す。メルーザ民主化のリーダーとして軍事政権に狙われている女性。スペイン語の通訳ができる。
スティーブ
勤めている多国籍企業のメルーザ営業所に転勤となり、不満に思っている。弱気で自己中心的なアメリカ人エンジニア。ツールキットを使った機械の修理が得意。簡単な鍵なら開けることもできる。
ジュリア
謎の多いフリージャーナリストの女性。紛争地帯の仕事が多く護身術に長けているアメリカ人。ナイフを用いた暗殺術は常人離れした腕を持つ。武器、爆弾の知識も豊富。唯一、ライターを所持している。
ロペス
政情不安で産業に乏しいメルーザに南米の特産品を仕入れるために、貿易で訪れたアメリカ人。メンバー随一の怪力を持つ。